# Podcabaje
Podcabaje [pronunciación en polaco: /pɔtt͡saˈbajɛ/] es un pueblo ubicado en el distrito administrativo de Gmina Brzeźnio, dentro del condado de Sieradz, Voivodato de Łódź, en el centro de Polonia. Se encuentra a unos 3 kilómetros al oeste de Brzeźnio, a 17 kilómetros al suroeste de Sieradz, y a 69 kilómetros al suroeste de la capital regional Łódź.